# Ignacy Łukasiewicz

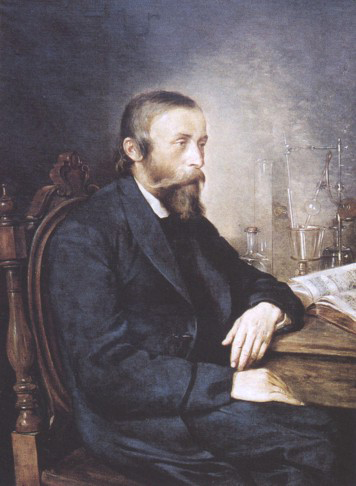
Ignacy Łukasiewicz

Jan Józef Ignacy Łukasiewicz (gespr. [wukaˈɕɛvʲitʂ]; * 8. März 1822 in Zaduszniki; † 7. Januar 1882 in Chorkówka) war ein polnischer Chemiker und Apotheker. Er gilt als der Erfinder der Petroleumlampe.

## Leben
Ignacy Łukasiewicz wurde 1822 als eines von fünf Kindern von Apolonia und Józef Łukasiewicz geboren. Sein Vater hatte 1794 unter Tadeusz Kościuszko im Krieg gegen Russland und Preußen gekämpft und entstammte dem polnischen Landadel. Nachdem die Familie 1830 das heimatliche Zaduszniki verlassen musste, besuchte Łukasiewicz von 1832 bis 1836 das städtische Gymnasium in Rzeszów. Anschließend arbeitete er als Lehrling in einer Apotheke in Łańcut.
Nach Abschluss der Lehre kehrte er nach Rzeszów zurück, wo er neben der Fortsetzung seiner Ausbildung politisch aktiv wurde und sich ab 1837 für die Rückerlangung der Unabhängigkeit Polens einsetzte. Am 19. Februar 1846 wurde er jedoch als Mitglied der Polnischen Demokratischen Gesellschaft (pln. Towarzystwo Demokratyczne Polskie), die sich gegen die Okkupation durch Österreich richtete, verhaftet. Mangels Beweisen wurde er allerdings am 27. Dezember 1847 wieder aus dem Gefängnis in Lemberg entlassen.
Da Łukasiewicz per Gerichtsbeschluss Lemberg nicht verlassen durfte, arbeitete er dort von 1848 bis 1852 als Gehilfe in einer Apotheke, zog allerdings später mit Hilfe seines Arbeitgebers dennoch nach Krakau um, wo er an der Jagiellonen-Universität Pharmazie zu studieren begann. Nach dem Studium gründete er 1854 schließlich in Bóbrka das weltweit erste Bergwerk zur Erdölgewinnung. Zwischen 1857 und 1865 ließ er zudem drei Raffinerien bauen, mit deren Erlös er 1863 und 1864 teilweise den polnischen Aufstand gegen Russland finanziell unterstützte.
Bereits 1857 hatte Łukasiewicz seine Nichte Honorata Stacherska geheiratet und war 1858 mit ihr und seiner Tochter Marianna nach Jasło umgezogen, wo er eine Apotheke pachtete. Noch im hohen Alter zeigte er sich politisch und karitativ engagiert und war Abgeordneter des Galizischen Landtages in dessen vierter Legislaturperiode. Er starb am 7. Januar 1882 in Chorkówka an einer Lungenentzündung und wurde in Zręcin beerdigt.

## Entwicklung der Petroleumlampe
Ab 1852 führte Łukasiewicz zahlreiche pharmazeutische Untersuchungen am Erdöl durch, das in der Region aus Sickergruben gewonnen wurde. Er erkannte das Potenzial des Erdöls als Leuchtmittel und damit als günstige Alternative zum teuren Walöl. Um einen sauberen Brennstoff zu erhalten, begann er in Lemberg gemeinsam mit seinem Kollegen Jan Zeh nach einem schon zuvor vom Kanadier Abraham Gesner entwickelten Destillationsverfahren klares, dünnflüssiges Petroleum herzustellen. Nach mehreren misslungenen Versuchen, die neue Substanz in herkömmlichen Öllampen anzuzünden, entwickelte er mit Unterstützung des Blechschmieds Adam Bratkowski 1853 den ersten Prototyp einer Petroleumlampe.
Am 31. Juli 1853 wurde Łukasiewicz in das Piaristen-Krankenhaus von Lemberg gerufen, um mit einer seiner Petroleumlampen bei einer Blinddarmoperation für Licht zu sorgen. Vom hellen, sauberen Licht beeindruckt, bestellte das Krankenhaus bei Łukasiewicz mehrere Lampen und 500 Liter Petroleum.
Am 23. November 1853 gingen Łukasiewicz und Zeh gemeinsam zum kaiserlichen Statthalter in Lemberg, um das Patent Nr. 399 anzumelden, um Paraffinkerzen aus Erdöl zu erzeugen. Anders als häufig dargestellt, trägt dagegen der Patenteintrag Nr. 400 nur wenige Tage später, am 2. Dezember 1853, allein den Namen Jan Zeh: Er betrifft das eigentliche Destillationsverfahren von Erdöl. Das Patent galt für zwei Jahre. Seine Lampe hat Łukasiewicz dagegen nie patentieren lassen, die Vermarktung geschah durch Händler in Lemberg. Schon bald wurden Petroleumlampen von Fabriken massenweise hergestellt, darunter in Wien, Paris, Prag, Berlin, Leipzig und in den USA.

## Anstoß für die Erdölindustrie in Galizien
Im Herbst 1853 zog Łukasiewicz nach Gorlice und pachtete eine Apotheke. In Gorlice entwickelte sich zu jener Zeit eine Petroleumindustrie. Łukasiewicz und Jakub Kozik beschäftigten sich weiter mit der Destillation des Erdöls und verbesserten die Petroleumlampe. Nach erfolgreichen Versuchen erhielt 1854 Gorlice die erste Straßenbeleuchtung mit Petroleumlampen.
Für die rasch zunehmende Anzahl an Petroleumlampen reichte die Ölproduktion der seichten Sickergruben in der Region um Gorlice bald nicht mehr aus. 1854 schlossen sich Tytus Trzecieski und Mikołaj Klobassa mit Łukasiewicz zusammen, um in der Nähe von Bóbrka, etwa 10 km südwestlich von Krosno, das weltweit erste Ölbergwerk zu errichten. Das Öl wurde dabei aus 30 bis 50 m tiefen händisch gegrabenen Schächten geschöpft. Etwas später wurden Schächte bis in Tiefen von 150 m getrieben, wobei das Öl aus den tieferen Schichten leichter und somit besser für die Erzeugung von Leuchtpetroleum geeignet war.
Łukasiewicz gilt als wichtiger Pionier der Erdölgewinnung in Europa. In der Folge seiner Tätigkeit entwickelte sich das Karpatenvorland Galiziens in der zweiten Hälfte des 19. Jahrhunderts zur drittgrößten Erdölregion der Erde, wobei neben den Ölfeldern in der Region Gorlice jene bei Borysław und Kołomyja am bedeutendsten waren.